# Seyfried von Breuner

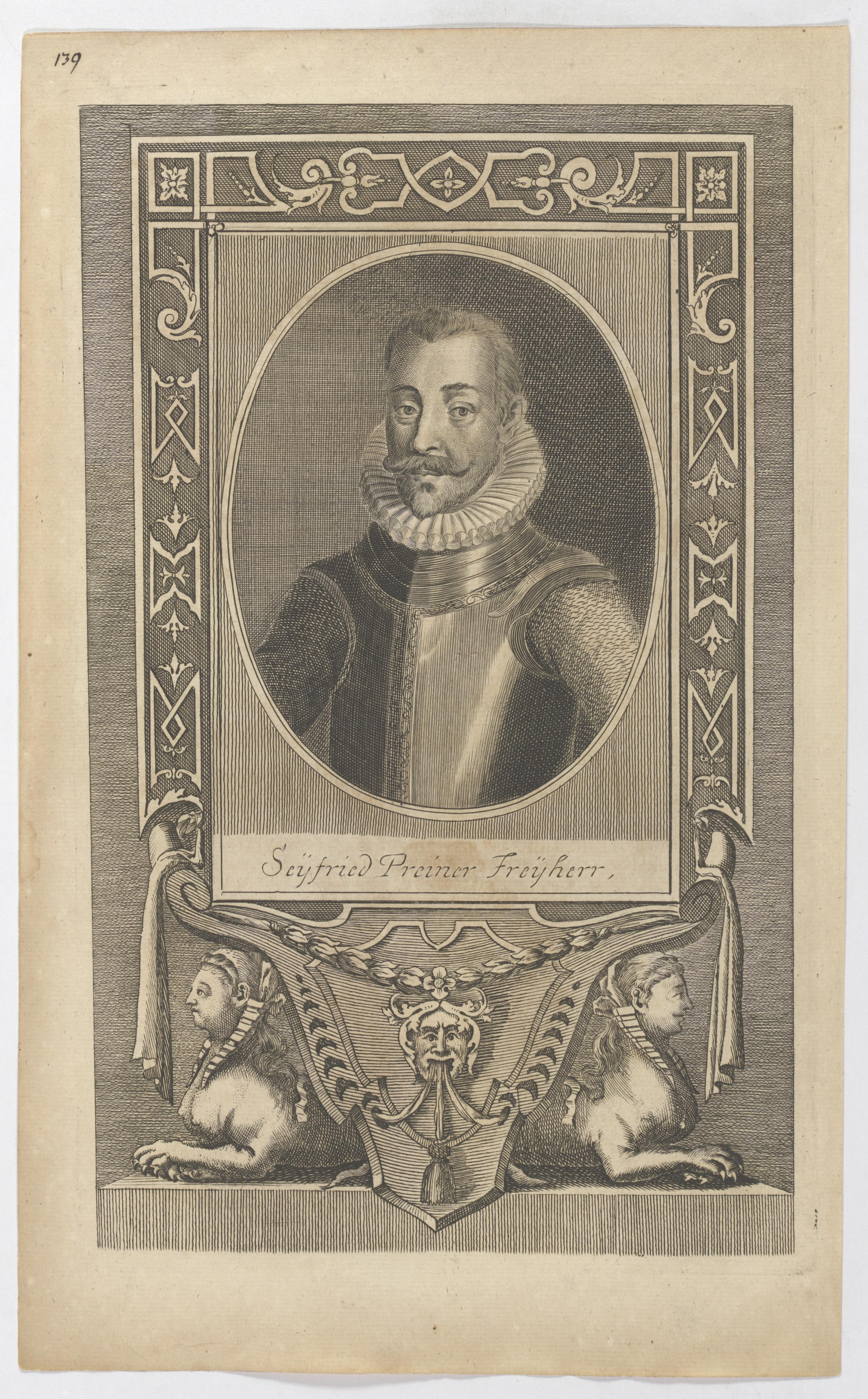
Seyfried von Breuner

Seyfried (Siegfried) von Breuner (* 1538; † 27. Juni 1594 in Wien) war ein österreichischer Adliger aus der Familie Breuner und niederösterreichischer Beamter.

## Leben
Seyfried Breuner, Freiherr von Stübing, Fladnitz und Rabenstein, war der erste Sohn des Hofkammerpräsidenten Philipp Freiherr von Breuner sowie Kämmerer des Kaisers des Heiligen Römischen Reichs Rudolf II. (HRR). Er wurde 1569 kaiserlicher Reichs-Hofrat und Mitglied des Regimentrates und am 7. November 1587 Statthalter von Niederösterreich. Krankheitsbedingt legte er dieses Amt 1591 zurück und starb am 27. Juni 1594 in Wien. Begraben ist er wie seine Vorfahren in der Schottenkirche in Wien.
Freiherr Seyfried Breuner heiratete 1566 Elisabeth Freiin von Eitzing (Eytzing), eine Schwester des Freiherren Christoph von Eyczing, mit der er fünf Söhne und zwei Töchter hatte. Seyfried Christoph (1569–1651) folgte dem Vater als Politiker nach.
Die Herrschaft Staatz erhielt er 1568 wie sein Vater Philipp vom Kaiser Maximilian II. als Pfand. Vom Kaiser Rudolf II. erhielt er das Schloss Altprerau mit dem Gut, die Schäferei zu Rothensee, Teiche und Gülten von Neusiedl (ist Kottingneusiedl?) und Ehrendorf (wohl Ernsdorf, KG von Staatz). 1586 kaufte er Schloss und Gut St. Margarethen am Moos von seinem Schwager Wenzel von Niemitz.

## Familie
Breuner heiratete am 7. Mai 1566 die Freiin Elisabeth von Eitzing (* 1581; † 14. November 1607). Das Paar hatte mehrere Kinder:
- Philipp Friedrich (* um 1568)
- Seyfried Christoph (* 1569; † 26. August 1651)
- Johann Baptist „der Jüngere“ (* 1570; † 3. Oktober 1633)

⚭ 1595 Freiin Maria Elisabeth Constanze von Harrach (* 1576; † 18. August 1625)
⚭ 1628 Gräfin Maria Blanka von Arco (*ca. 1595; † um 1650)
- Maximilian († 1607)

⚭ Gräfin Blanka Ludmilla von Thurn und Valsassina
⚭ Freiin Maria Veronika von Ursenbeck zu Pottschach (* 1582; † 1639)
- Ferdinand († 1638) ⚭ 1634 Gräfin Polyxena Elisabeth (Eva Susana ?) von Starhemberg (* 1598; † 1652)
- Anna Maria (* ca. 1567)
- Maria Barbara

⚭ Johann von Waldstein
⚭ 1589 Freiherr Georg Christoph Teufel von Guntersdorf († 1608)